# Gare de Lesseux - Frapelle
La gare de Lesseux - Frapelle est une gare ferroviaire française de la ligne de Strasbourg-Ville à Saint-Dié située sur le territoire de la commune de Lusse, près de Lesseux et de Frapelle, dans le département des Vosges en région Grand Est.
Elle est mise en service en 1923 par la Compagnie des chemins de fer de l'Est avant de devenir en 1928 une gare de Administration des chemins de fer d'Alsace et de Lorraine.
C'est une ancienne halte voyageurs de la Société nationale des chemins de fer français (SNCF) du réseau TER Grand Est, qui était desservie par des trains express régionaux.

## Situation ferroviaire
Établie à 399 mètres d'altitude la gare de Lesseux - Frapelle est située au point kilométrique (PK) 74,827 de la ligne de Strasbourg-Ville à Saint-Dié entre les gares de Provenchères-sur-Fave et de Raves - Ban-de-Laveline.
Ancienne gare de bifurcation elle était l'aboutissement, au PK 31,382, de la ligne de Sélestat à Lesseux - Frapelle, aujourd'hui déclassée entre Lièpvre et Lesseux - Frapelle, après l'ancienne gare de Lusse.

## Histoire
La station de Lesseux est mise en service le 20 août 1923 par la Compagnie des chemins de fer de l'Est, lors de la mise en service de la section de Saint-Dié à Provenchères-sur-Fave. La station, comme la ligne, est reprise en exploitation le 22 octobre 1928 par l'Administration des chemins de fer d'Alsace et de Lorraine.
Elle est déplacée pour devenir une gare de bifurcation, renommée Lesseux-Frappelle, lors de la construction de la ligne de Sélestat à Lesseux - Frapelle, dernière traversée des Vosges, mise en service le 3 août 1937. La gare comporte alors 3 voies ; le quai le plus proche du bâtiment dessert seulement la ligne vers Sainte-Marie-aux-Mines et Sélestat, sur laquelle tout trafic cesse en 1973.
En 2014, c'est une gare voyageurs d'intérêt local (catégorie C : moins de 100 000 voyageurs par an de 2010 à 2011), qui dispose d'un quai et deux abris. Elle était desservie par des TER Grand Est de la relation Strasbourg-Ville - Saales - Saint-Dié-des-Vosges (ligne 13).
En septembre 2018, les trains cessent de desservir cette gare peu fréquentée.

## Service des voyageurs
Gare fermée.

## Patrimoine ferroviaire
Situé au bout d'un chemin partant de la rue de la Liberté, le bâtiment voyageurs d'origine est reconverti en habitation et exploitation apicole. Il appartient au même plan type standard de la Compagnie de l'Est que la gare de Sainte-Marguerite - Remomeix.
Le bâtiment voyageurs de 1937 est du même style que la gare de Sainte-Marie-aux-Mines dont il constitue en quelque sorte une version en réduction. Il est constitué d'un unique pavillon de trois travées à pignons transversaux, sans ailes, avec une annexe sans étage sur sa gauche.